# Babybird
Baby Bird er en indierock gruppe fra Storbritannien. Gruppen er blandt andet kendt for singlen "You're Gorgeous"

## Diskografi

### Studiealbums
| År   | Albumdetaljer                                                                                           | Hitlisteplaceringer | Hitlisteplaceringer | Certificeringer |
| År   | Albumdetaljer                                                                                           | UK                  | NZ                  | Certificeringer |
| ---- | --- | ------------------- | ------------------- | --------------- |
| 1995 | I Was Born a Man (as Baby Bird) - Released: July 1995 - Labels: Baby Bird Recordings                    | —                   | —                   |                 |
| 1995 | Bad Shave (as Baby Bird) - Released: 5 October 1995 - Labels: Baby Bird Recordings                      | —                   | —                   |                 |
| 1995 | Fatherhood (as Baby Bird) - Released: December 1995 - Labels: Baby Bird Recordings                      | —                   | —                   |                 |
| 1996 | The Happiest Man Alive (as Baby Bird) - Released: 1 April 1996 - Labels: Baby Bird Recordings           | 127                 | —                   |                 |
| 1996 | Dying Happy (as Baby Bird) - Released: 27 May 1996 - Labels: Baby Bird Recordings                       | —                   | —                   |                 |
| 1996 | Ugly Beautiful - Released: 21 October 1996 - Labels: Echo                                               | 9                   | 15                  | - BPI: Gold     |
| 1998 | There's Something Going On - Released: 24 August 1998 - Labels: Echo                                    | 28                  | —                   |                 |
| 2000 | Bugged - Released: 12 June 2000 - Labels: Echo                                                          | 104                 | —                   |                 |
| 2006 | Between My Ears There Is Nothing But Music - Released: 25 September 2006 - Labels: Baby Bird Recordings | —                   | —                   |                 |
| 2010 | Ex-Maniac - Released: 1 March 2010 - Labels: Unison Music                                               | 186                 | —                   |                 |
| 2011 | The Pleasures of Self Destruction - Released: 31 October 2011 - Labels: Unison Music                    | —                   | —                   |                 |
| 2015 | The Last Album - Released: 8 May 2015 - Labels: Self-released                                           | —                   | —                   |                 |
| 2015 | Back to the Womb - Released: 3 July 2015 - Labels: Self-released                                        | —                   | —                   |                 |
| 2016 | Life After Death - Released: 8 June 2016 - Labels: Self-released                                        | —                   | —                   |                 |
| 2016 | Take My Air - Released: 22 November 2016 - Labels: Self-released                                        | —                   | —                   |                 |
| 2017 | The Wrong Words - Released: 25 January 2017 - Labels: Self-released                                     | —                   | —                   |                 |
| 2017 | I Miss Myself - Released: 17 March 2017 - Labels: Self-released                                         | —                   | —                   |                 |
| 2017 | I Miss Myself 2 - Released: 17 March 2017 - Labels: Self-released                                       | —                   | —                   |                 |
| 2017 | People Do Stupid Things - Released: 18 June 2017 - Labels: Self-released                                | —                   | —                   |                 |
| 2017 | King of Nothing Part One - Released: November 2017 - Labels: Self-released                              | —                   | —                   |                 |
| 2018 | King of Nothing Part Two - Released: 4 January 2018 - Labels: Self-released                             | —                   | —                   |                 |
| 2018 | Selfies Inside The Coffin - Released: October 2018 - Labels: Self-released                              | —                   | —                   |                 |
| 2019 | NOTPOP/Toothpaste For The Soul - Released: February 2019 - Labels: Self-released                        | —                   | —                   |                 |
| 2019 | Photosynthesis - Released: 19 July 2019 - Labels: RW/FF Recordings                                      | —                   | —                   |                 |

### Opsamlingsalbum
| År   | Albumdetaljer                                                                                     |
| ---- | ------------------------------------------------------------------------------------------------- |
| 1997 | The Greatest Hits (as Baby Bird) - Released: 30 August 1997 - Labels: Baby Bird Recordings        |
| 2002 | The Original Lo-Fi (boxset) (as Baby Bird) - Released: 18 November 2002 - Labels: Sanctuary       |
| 2004 | Best of Babybird - Released: 16 February 2004 - Labels: Echo                                      |
| 2012 | The Original Lo-Fi Greatest Hits - Released: 25 October 2012 - Labels: Self-released              |
| 2013 | Outtakes - Released: 10 January 2013 - Labels: Self-released                                      |
| 2014 | A Personal Lo-Fi Mixtape: Part One (as Baby Bird) - Released: 1 July 2014 - Labels: Self-released |
| 2014 | A Personal Lo-Fi Mixtape: Part Two (as Baby Bird) - Released: 1 July 2014 - Labels: Self-released |
| 2015 | Roadkiller - Released: 17 January 2015 - Labels: Self-released                                    |
| 2015 | Roadtripper - Released: 23 January 2015 - Labels: Self-released                                   |
| 2015 | Roadfiller - Released: 23 January 2015 - Labels: Self-released                                    |
| 2015 | Road - Released: 3 February 2015 - Labels: Self-released                                          |
| 2015 | Missing Lofi Part One - Released: 13 February 2015 - Labels: Self-released                        |
| 2015 | Rehearsal Tapes - Released: 15 February 2015 - Labels: Self-released                              |
| 2015 | Missing Lofi 2 - Released: 21 February 2015 - Labels: Self-released                               |
| 2015 | Missing Lofi 3: Songs - Released: 10 April 2015 - Labels: Self-released                           |
| 2015 | Missing Lofi 3: Soundtracks - Released: 10 April 2015 - Labels: Self-released                     |
| 2015 | Last Album Outtakes - Released: 15 May 2015 - Labels: Self-released                               |
| 2015 | Fatherhood2 (as Baby Bird) - Released: 26 June 2015 - Labels: Self-released                       |
| 2016 | People Do Stupid Things - Released: 1 July 2016 - Labels: Self-released                           |
| 2017 | KONpilation - Released: 22 December 2017 - Labels: Self-released                                  |
| 2019 | Happy Stupid Nothing - Released: 1 March 2019 - Labels: Psycho Mafia Recordings                   |

### Livealbum
| År   | Albumdetaljer                                                                                  |
| ---- | ---------------------------------------------------------------------------------------------- |
| 2012 | Live at the Electric Ballroom Bootleg 1996 - Released: 30 October 2012 - Labels: Self-released |
| 2015 | Live Sessions 1995–8 Volume One - Released: 27 February 2015 - Labels: Self-released           |
| 2015 | Live Sessions 1995–8 Volume 2 - Released: 27 February 2015 - Labels: Self-released             |
| 2015 | Cambridge Junction 1998 - Released: 29 May 2015 - Labels: Self-released                        |
| 2015 | Babybird Live in Vienna 2000 - Released: 16 October 2015 - Labels: Self-released               |
| 2018 | Babybird Live in Koln at the Luxor - Released: 24 January 2018 - Labels: Self-released         |

### Singler
| År   | Titel                                                      | Højeste hitlisteplaceringer | Højeste hitlisteplaceringer | Højeste hitlisteplaceringer | Højeste hitlisteplaceringer | Højeste hitlisteplaceringer | Højeste hitlisteplaceringer | Højeste hitlisteplaceringer | Certificeringer | Album                                     |
| År   | Titel                                                      | UK                          | AUS                         | FRA                         | GER                         | IRE                         | NZ                          | SWE                         | Certificeringer | Album                                     |
| ---- | ---------------------------------------------------------- | --------------------------- | --------------------------- | --------------------------- | --------------------------- | --------------------------- | --------------------------- | --------------------------- | --------------- | ----------------------------------------- |
| 1995 | "Snake Caves" / "Baby Lemonade" (as Baby Bird)             | —                           | —                           | —                           | —                           | —                           | —                           | —                           |                 | Skabelon:Non-album single                 |
| 1996 | "Goodnight"                                                | 28                          | —                           | —                           | —                           | —                           | —                           | —                           |                 | Ugly Beautiful                            |
| 1996 | "You're Gorgeous"                                          | 3                           | 28                          | 46                          | 74                          | 16                          | 22                          | 17                          | - BPI: Gold     | Ugly Beautiful                            |
| 1997 | "Candy Girl"                                               | 14                          | 184                         | —                           | —                           | —                           | —                           | —                           |                 | Ugly Beautiful                            |
| 1997 | "Cornershop"                                               | 37                          | 125                         | —                           | —                           | —                           | —                           | —                           |                 | Ugly Beautiful                            |
| 1998 | "Bad Old Man"                                              | 31                          | —                           | —                           | —                           | —                           | —                           | —                           |                 | There's Something Going On                |
| 1998 | "If You'll Be Mine"                                        | 28                          | 128                         | —                           | —                           | —                           | —                           | —                           |                 | There's Something Going On                |
| 1999 | "Back Together"                                            | 22                          | —                           | —                           | —                           | —                           | —                           | —                           |                 | There's Something Going On                |
| 1999 | Split 1 (split single with East River Pipe) (as Baby Bird) | —                           | —                           | —                           | —                           | —                           | —                           | —                           |                 | Skabelon:Non-album single                 |
| 2000 | "The F-Word"                                               | 35                          | —                           | —                           | —                           | —                           | —                           | —                           |                 | Bugged                                    |
| 2000 | "Out of Sight"                                             | 58                          | —                           | —                           | —                           | —                           | —                           | —                           |                 | Bugged                                    |
| 2000 | Double A EP ("Getaway" / "Fireflies")                      | —                           | —                           | —                           | —                           | —                           | —                           | —                           |                 | Bugged                                    |
| 2006 | "Too Much" / "Dive"                                        | —                           | —                           | —                           | —                           | —                           | —                           | —                           |                 | Between My Ears There's Nothing But Music |
| 2006 | "Lighter 'n' Spoon"                                        | —                           | —                           | —                           | —                           | —                           | —                           | —                           |                 | Between My Ears There's Nothing But Music |
| 2010 | "Unloveable"                                               | —                           | —                           | —                           | —                           | —                           | —                           | —                           |                 | Ex-Maniac                                 |
| 2019 | "King of Nothing"                                          | —                           | —                           | —                           | —                           | —                           | —                           | —                           |                 | Happy Stupid Nothing                      |
| 2020 | "In Place of Love"                                         | —                           | —                           | —                           | —                           | —                           | —                           | —                           |                 | Happy Stupid Nothing                      |

### Opsamlingsnumre
- "Bad Twin" (on The Avengers OST, Atlantic Records, August 1998)

### Promovideoer
- "Goodnight" (1996, instrueret af Stuart A. Gosling)
- "You're Gorgeous" (1997, instrueret af Stuart A. Gosling)
- "If You'll Be Mine" (1998, instrueret af David Slade)
- "The F-Word" (2000, instrueret af Rob Leggatt & Leigh Marling)
- "Out of Sight" (2000, instrueret af Rob Leggatt & Leigh Marling)
- "Lighter 'n' Spoon" (2008, instrueret af Philipp Pflüger)
- "Unloveable" (2010, instrueret af Johnny Depp)
- "King Of Nothing" (2019, instrueret af [RW/FF])
- "In Place Of Love" (2019, instrueret af [Stephen Jones])
- "The Greatest Thing" (2019, instrueret af [Stephen Jones and RW/FF])
- "No Cameras" (2019, instrueret af [RW/FF])